# Hua telonaria
Hua telonaria is een slakkensoort uit de familie van de Semisulcospiridae. De wetenschappelijke naam van de soort werd voor het eerst geldig gepubliceerd in 1888 door Heude als Melania telonaria.